# Bahnstrecke Beira–Bulawayo
| Beira–Bulawayo | Beira–Bulawayo    |
| --- | ----------------- |
| Eisenbahnkarte Beira-Bulawayo (in rot); Eisenbahnen mit Knotenpunkt (in grün); andere Eisenbahnstrecken (in blau) |                   |
| Streckenlänge: | 850 km            |
| Spurweite: | 1067 mm (Kapspur) |
| |                   |

Die Bahnstrecke Beira–Harare–Bulawayo (auch Beira-Bulawayo-Eisenbahn oder Machipandabahn oder Beirabahn) ist eine Eisenbahnverbindung in Afrika, die die simbabwische Stadt Bulawayo mit der mosambikanischen Hafenstadt Beira verbindet. Sie ist 850 Kilometer lang, einspurig und in  Kapspur ausgeführt.
Den mosambikanischen Abschnitt zwischen den Städten Beira und Machipanda betreibt die Verwaltungsgesellschaft Häfen und Eisenbahnen von Mosambik (CFM), siehe auch Schienenverkehr in Mosambik#Eisenbahnnetz von Beira.
Die simbabwische Strecke zwischen den Städten Mutare, Harare und Bulawayo wird von den Nationalen Eisenbahnen von Simbabwe (NRZ) verwaltet, siehe auch Schienenverkehr in Simbabwe.